# 有終の美を飾る
有終の美を飾る（ゆうしゅうのびをかざる）は、古代中国からのことわざ。

## 概要
行われている物事を最後まで全うして、それの締めくくりの局面でも見事な成果を挙げるということを意味する。現代ではアスリートが引退する場合に、最後の大会や試合で勝ったり得点を上げることができたことを有終の美を飾るという形で用いられていることがある。有終とは最後まで成し遂げることで、美は見事なことや立派なことで、飾るは価値のあるものや華やかさを添えるということである。「優秀の美を飾る」と表記されていることがあるが、これは誤りである。

## 由来
この言葉の由来は、中国最古の詩集である『詩経』からである。そこでは始めがあろうとも、それの終わりもあることは少ないというようなことが述べられた詩がある。物事には必ず始まりがあるのであるが、それを終わりまで迎えられるということは少ないということである。物事を行う場合には多くの人は始めのうちは熱心に取り組むが、最後までやり遂げる人は少ないということであった。ここから物事を最後まで全うするということは素晴らしいということや、最後に良い結果を残すことを意味する言葉として用いられるようになった。この詩は当時の王は位に就いた当初は立派であったものの、やがては乱れた政治を行うようになり国を混乱させてしまうことが多かったということから詠まれた詩であった。